# Дома 1035 км
Дома 1035 км — населенный пункт в Можгинском районе Удмуртской республики.

## География
Находится в юго-западной части Удмуртии на расстоянии приблизительно 2 км на восток-северо-восток по прямой от районного центра города Можга у железнодорожной линии Казань-Агрыз.

## История
Известен с 1955 года как Казарма 1035 км. С 1980 года настоящее название. С 2016 по 2021 год входил в состав Горнякского сельского поселения.

## Население
Постоянное население составляло 10 человек в 2002 году (удмурты 70 %), 3 в 2012.